# Маргуцек
Маргуце́к (рос. Маргуцек) — селище у складі Краснокаменського району Забайкальського краю, Росія. Адміністративний центр та єдиний населений пункт Маргуцецького сільського поселення.

## Історія
2004 до складу села включено селище Тарбазітуй (населення станом на 2002 рік складало 341 особу, з них росіяни 82 %).

## Населення
Населення — 1215 осіб (2010; 990 у 2002).
Національний склад (станом на 2002 рік):
- росіяни — 95 %